# Aleksandar Bratić
Aleksandar Bratić est un joueur de football serbe bosnien, né le 4 avril 1972 à Trebinje (Bosnie-Herzégovine).
Il évolue au poste d'arrière latéral gauche.

## Clubs
- 1985-1992 : FK Leotar Trebinje,  Bosnie-Herzégovine
- 1992-1993 : FK Hajduk Belgrade,  Serbie
- 1993-1996 : Rad Belgrade,  Serbie
- 1996-1997 : Étoile rouge de Belgrade,  Serbie
- 1997-1999 : OFK Belgrade,  Serbie
- 1999-2000 : Iraklis Salonique,  Grèce
- 2000-2004 : Servette FC,  Suisse
- 2004-2005 : CS Chênois,  Suisse
- 2005-2009 : Servette FC,  Suisse
- Depuis 2009 : FC Grand-Lancy,  Suisse

## Palmarès
- Sélections nationales :  Yougoslavie -18 ans,  Bosnie-Herzégovine A (1 match)
- Vainqueur de la Coupe de Serbie en 1997 avec l'Étoile rouge Belgrade
- Vainqueur de la Coupe de Suisse en 2001 avec le Servette FC